# Episodi di Dreams and Realities - La forza dei sogni
La prima ed unica stagione della serie televisiva turca Dreams and Realities - La forza dei sogni (Hayaller ve Hayatlar), composta da 26 episodi, è stata distribuita in Turchia sul servizio di streaming beIN CONNECT dal 17 febbraio al 12 maggio 2022.
In Italia la stagione è stata pubblicata in esclusiva sul servizio di streaming Mediaset Infinity dal 29 gennaio al 4 marzo 2024 e in seguito trasmessa in chiaro su La5 dal 10 aprile al 20 maggio 2024.
| nº | Titolo originale                        | Titolo italiano                       | Pubblicazione Turchia | Pubblicazione Italia |
| -- | --------------------------------------- | ------------------------------------- | --------------------- | -------------------- |
| 1  | Kalbimizi Kıracak Yakışıklılar          | I bei ragazzi ci spezzeranno il cuore | 17 febbraio 2022      | 29 gennaio 2024      |
| 2  | Tehlikeli Sular                         | Acque pericolose                      | 17 febbraio 2022      | 30 gennaio 2024      |
| 3  | Şüphenin Fısıltısı                      | Il chiarimento                        | 24 febbraio 2022      | 31 gennaio 2024      |
| 4  | Ölüm Hayatın Kardeşiymiş                | Matrimoni e funerali                  | 24 febbraio 2022      | 1º febbraio 2024     |
| 5  | Yas Turizmi                             | Turismo nel dolore                    | 3 marzo 2022          | 2 febbraio 2024      |
| 6  | Meryem Göçüğü                           | Senza Meryem                          | 3 marzo 2022          | 5 febbraio 2024      |
| 7  | Ölü Kırık Kalp                          | Un colpo al cuore                     | 10 marzo 2022         | 6 febbraio 2024      |
| 8  | Avucumuzdaki Sırlar                     | Ognuno ha i propri segreti            | 10 marzo 2022         | 7 febbraio 2024      |
| 9  | Yarım Kalan Veda                        | Scelte difficili                      | 17 marzo 2022         | 8 febbraio 2024      |
| 10 | Örümceğin Ağı                           | La ragnatela                          | 17 marzo 2022         | 9 febbraio 2024      |
| 11 | Gerçeğin Kokusu                         | Quando meno te lo aspetti             | 24 marzo 2022         | 12 febbraio 2024     |
| 12 | Dengesini Bulanlar / Dengesi Bozulanlar | Questione di equilibrio               | 24 marzo 2022         | 13 febbraio 2024     |
| 13 | Sular Yükselirken                       | Alta marea                            | 31 marzo 2022         | 14 febbraio 2024     |
| 14 | Yalan Dediğin Nedir?                    | Che cos'è una bugia?                  | 31 marzo 2022         | 15 febbraio 2024     |
| 15 | Arkadaşlar Affeder!                     | Le amiche perdonano                   | 7 aprile 2022         | 16 febbraio 2024     |
| 16 | Fotoğrafların Dili Olsa                 | Se le fotografie potessero parlare    | 7 aprile 2022         | 19 febbraio 2024     |
| 17 | Siz Çete Misiniz?                       | In commissariato                      | 14 aprile 2022        | 20 febbraio 2024     |
| 18 | İlişki Acemisi                          | Novellina delle relazioni             | 14 aprile 2022        | 21 febbraio 2024     |
| 19 | Güvenimizi Sarsanlar                    | Questione di fiducia                  | 21 aprile 2022        | 22 febbraio 2024     |
| 20 | İçimizdeki Boşluğu Dolduranlar          | Colmare i vuoti                       | 21 aprile 2022        | 23 febbraio 2024     |
| 21 | Hepimizin Kusurları Var!                | Tutti abbiamo dei difetti             | 28 aprile 2022        | 26 febbraio 2024     |
| 22 | Aşka Teslim Olanlar                     | L'amore vince sempre                  | 28 aprile 2022        | 27 febbraio 2024     |
| 23 | Hayat Sigortası                         | Assicurazione sulla vita              | 5 maggio 2022         | 28 febbraio 2024     |
| 24 | Kuşun Kanadındaki Güzellik              | Essere coraggiosi                     | 5 maggio 2022         | 29 febbraio 2024     |
| 25 | Pişmanlık Treni                         | Le conseguenze del rimorso            | 12 maggio 2022        | 1º marzo 2024        |
| 26 | Canımdan Bir Parça                      | Un frammento di vita                  | 12 maggio 2022        | 4 marzo 2024         |

## I bei ragazzi ci spezzeranno il cuore
- Titolo originale: Kalbimizi Kıracak Yakışıklılar
- Diretto da: Altan Dönmez
- Scritto da: Yelda Eroğlu e Yeşim Çıtak

## Acque pericolose
- Titolo originale: Tehlikeli Sular
- Diretto da: Altan Dönmez
- Scritto da: Yelda Eroğlu e Yeşim Çıtak

## Il chiarimento
- Titolo originale: Şüphenin Fısıltısı
- Diretto da: Altan Dönmez
- Scritto da: Yelda Eroğlu e Yeşim Çıtak

## Matrimoni e funerali
- Titolo originale: Ölüm Hayatın Kardeşiymiş
- Diretto da: Altan Dönmez
- Scritto da: Yelda Eroğlu e Yeşim Çıtak

## Turismo nel dolore
- Titolo originale: Yas Turizmi
- Diretto da: Altan Dönmez
- Scritto da: Yelda Eroğlu e Yeşim Çıtak

## Senza Meryem
- Titolo originale: Meryem Göçüğü
- Diretto da: Altan Dönmez
- Scritto da: Yelda Eroğlu e Yeşim Çıtak

## Un colpo al cuore
- Titolo originale: Ölü Kırık Kalp
- Diretto da: Altan Dönmez
- Scritto da: Yelda Eroğlu e Yeşim Çıtak

## Ognuno ha i propri segreti
- Titolo originale: Avucumuzdaki Sırlar
- Diretto da: Altan Dönmez
- Scritto da: Yelda Eroğlu e Yeşim Çıtak

## Scelte difficili
- Titolo originale: Yarım Kalan Veda
- Diretto da: Altan Dönmez
- Scritto da: Yelda Eroğlu e Yeşim Çıtak

## La ragnatela
- Titolo originale: Örümceğin Ağı
- Diretto da: Altan Dönmez
- Scritto da: Yelda Eroğlu e Yeşim Çıtak

## Quando meno te lo aspetti
- Titolo originale: Gerçeğin Kokusu
- Diretto da: Altan Dönmez
- Scritto da: Yelda Eroğlu e Yeşim Çıtak

## Questione di equilibrio
- Titolo originale: Dengesini Bulanlar / Dengesi Bozulanlar
- Diretto da: Altan Dönmez
- Scritto da: Yelda Eroğlu e Yeşim Çıtak

## Alta marea
- Titolo originale: Sular Yükselirken
- Diretto da: Altan Dönmez
- Scritto da: Yelda Eroğlu e Yeşim Çıtak

## Che cos'è una bugia?
- Titolo originale: Yalan Dediğin Nedir?
- Diretto da: Altan Dönmez
- Scritto da: Yelda Eroğlu e Yeşim Çıtak

## Le amiche perdonano
- Titolo originale: Arkadaşlar Affeder!
- Diretto da: Altan Dönmez
- Scritto da: Yelda Eroğlu e Yeşim Çıtak

## Se le fotografie potessero parlare
- Titolo originale: Fotoğrafların Dili Olsa
- Diretto da: Altan Dönmez
- Scritto da: Yelda Eroğlu e Yeşim Çıtak

## In commissariato
- Titolo originale: Siz Çete Misiniz?
- Diretto da: Altan Dönmez
- Scritto da: Yelda Eroğlu e Yeşim Çıtak

## Novellina delle relazioni
- Titolo originale: İlişki Acemisi
- Diretto da: Altan Dönmez
- Scritto da: Yelda Eroğlu e Yeşim Çıtak

## Questione di fiducia
- Titolo originale: Güvenimizi Sarsanlar
- Diretto da: Orkun Çatak
- Scritto da: Yelda Eroğlu e Yeşim Çıtak

## Colmare i vuoti
- Titolo originale: İçimizdeki Boşluğu Dolduranlar
- Diretto da: Orkun Çatak
- Scritto da: Yelda Eroğlu e Yeşim Çıtak

## Tutti abbiamo dei difetti
- Titolo originale: Hepimizin Kusurları Var!
- Diretto da: Orkun Çatak
- Scritto da: Yelda Eroğlu e Yeşim Çıtak

## L'amore vince sempre
- Titolo originale: Aşka Teslim Olanlar
- Diretto da: Orkun Çatak
- Scritto da: Yelda Eroğlu e Yeşim Çıtak

## Assicurazione sulla vita
- Titolo originale: Hayat Sigortası
- Diretto da: Orkun Çatak
- Scritto da: Yelda Eroğlu e Yeşim Çıtak

## Essere coraggiosi
- Titolo originale: Kuşun Kanadındaki Güzellik
- Diretto da: Orkun Çatak
- Scritto da: Yelda Eroğlu e Yeşim Çıtak

## Le conseguenze del rimorso
- Titolo originale: Pişmanlık Treni
- Diretto da: Orkun Çatak
- Scritto da: Yelda Eroğlu e Yeşim Çıtak

## Un frammento di vita
- Titolo originale: Canımdan Bir Parça
- Diretto da: Orkun Çatak
- Scritto da: Yelda Eroğlu e Yeşim Çıtak